# Un tuffo nel passato (film 2010)
Un tuffo nel passato (Hot Tub Time Machine) è un film del 2010 diretto da Steve Pink, con John Cusack e Rob Corddry. È una commedia fantascientifica incentrata su un accidentale viaggio nel tempo.

## Trama
Adam, Nick e Lou sono tre amici insoddisfatti delle loro vite, che si riuniscono quando Lou finisce in ospedale dopo aver inalato i gas di scarico della sua auto. Adam è single e vive col nipote Jacob, Nick è continuamente tradito dalla moglie Courtney, mentre Lou è un ubriacone. I tre, quattro con Jacob, partono quindi per il Kodak Valley Ski Resort, dove nel 1986 avevano passato le più belle vacanze invernali della loro giovinezza.
Arrivati all'hotel, vengono accolti dallo scorbutico cameriere, senza un braccio, Phil, che li porta nella camera dove soggiornarono anni or sono. I quattro si tuffano subito nell'idromassaggio, però una lattina di birra "Chernobly" (riferimento a Černobyl') si rovescia sui comandi della vasca, trasformandola in una macchina del tempo, così tutti e quattro finiscono proprio nel 1986. Stupiti e confusi, si rendono subito conto che il loro aspetto esteriore è cambiato, ma solo agli occhi degli altri: sono diventati infatti più giovani, tranne Jacob. Adam propone di fare le stesse cose che fecero la prima volta, ma Lou non vuole rivivere l'esperienza di essere picchiato da sei ragazzi che frequentavano il resort. Così Adam dovrà rivivere il momento in cui verrà ferito all'occhio dalla sua ragazza, Nick avrà una telefonata con la Courtney del passato, di 9 anni, che aprirà gli occhi alla futura moglie.
Il passato però cambia quando Adam incontra, e si innamora, di April, e Lou scopre di essere il padre di Jacob, dopo aver passato una notte con Kelly, sorella di Adam, mentre lo stesso Jacob incontra il Tecnico, un misterioso operatore che gli svela che per tornare nel presente occorre proprio la birra Chernobly che li ha portati nel passato. A questo punto, recuperata non con pochi ostacoli la bibita da Blaine (il ragazzo che picchiò Lou), Nick, Adam e Jacob tornano nel presente, mentre Lou resta nel passato. Tornati nel 2010, i tre scoprono che, grazie a Lou, che è diventato ricco creando "Lougle" (parodia di Google) e vive con Kelly e Jacob, Nick ha una casa di produzione e ha un felice matrimonio con Courtney, Phil ha di nuovo entrambe le braccia, mentre Adam ha sposato April.

## Colonna sonora
La colonna sonora del film, intitolata Hot Tub Time Machine - Original Motion Picture Soundtrack, è stata distribuita dalla Rhino Records nel 2010.

### Tracce
1. Public Enemy – Louder Than a Bomb (Back into Time) – 3:00 (Chuck D, Eric Sadler, Hank Shocklee)
2. Scritti Politti – Perfect Way – 4:04 (David Gamson, Green Gartside)
3. Men Without Hats – The Safety Dance – 2:44 (Ivan Dorschuk)
4. INXS – What You Need – 3:33 (Andrew Farriss, Michael Hutchence)
5. David Bowie – Modern Love – 3:57 (David Bowie)
6. The Replacements – I Will Dare – 3:19 (Paul Westerberg)
7. Salt-N-Pepa – Push It – 4:29 (Hurby "Luv Bug" Azor)
8. Echo & the Bunnymen – Bring on the Dancing Horses – 3:55 (Pete de Freitas, Ian McCulloch, Les Pattinson, Will Sergeant)
9. The English Beat – Save It for Later – 3:33 (Roger Charlery, Andy Cox, Everett Morton, Ranking Roger, David Steele, Dave Waeling)
10. Spandau Ballet – True – 5:38 (Gary Kemp)
11. Craig Robinson – Jessie's Girl – 2:41 (Rick Springfield)
12. New Order – Bizarre Love Triangle [Shep Pettibone Extended Dance Mix] – 6:42 (New Order)
13. Talking Heads – Once in a Lifetime – 4:18 (David Byrne, Brian Eno, Chris Frantz, Jerry Harrison, Tina Weymouth)
14. Mötley Crüe – Home Sweet Home – 4:04 (Tommy Lee, Vince Neil, Nikki Sixx)
15. Craig Robinson – Let's Get It Started – 3:46 (Mike Fratantuno, Jaime Gomez, Terence Graves, George Pajon, Allen Pineda)

Durata totale: 59:43

## Promozione
Per promuovere il film Rob Corddry e Clark Duke hanno presentato la puntata di WWE RAW del 29 marzo 2010.
Il primo trailer ufficiale in italiano è stato pubblicato dalla 20th Century Fox Italia il 21 giugno 2011.

## Accoglienza e critica
Il film ha ricevuto recensioni generalmente positive. Il sito Rotten Tomatoes ha riportato che il 64% dei critici ha recensito positivamente questa pellicola, sulla base di 187 recensioni, con un punteggio medio di 6,1/10. Il sito Metacritic ha assegnato al film un punteggio medio di 63/100 indicando che la maggior parte delle recensioni era positiva.
Il The New York Times ha criticato l'opera per il ritmo troppo folle e veloce, simile a quello di Una notte da leoni.
Il critico statunitense Roger Ebert ha assegnato tre stelle, commentando che «Il film, che non vuole altro che essere una farsa demenziale, ha avuto successo oltre ogni aspettativa suggerita dal titolo».

## Sequel
Il film ha avuto un seguito nel 2015 dal titolo Un tuffo nel passato 2.